# Dinastia Suri
La dinastia Suri (in urdu سلطنت سور‎?, Salṭanat Sūr) fu una dinastia sultanale musulmana di origine afghana che regnò su un vasto territorio del subcontinente indiano fra il 1540 ed il 1557, con Delhi come capitale del Sultanato.

## Storia

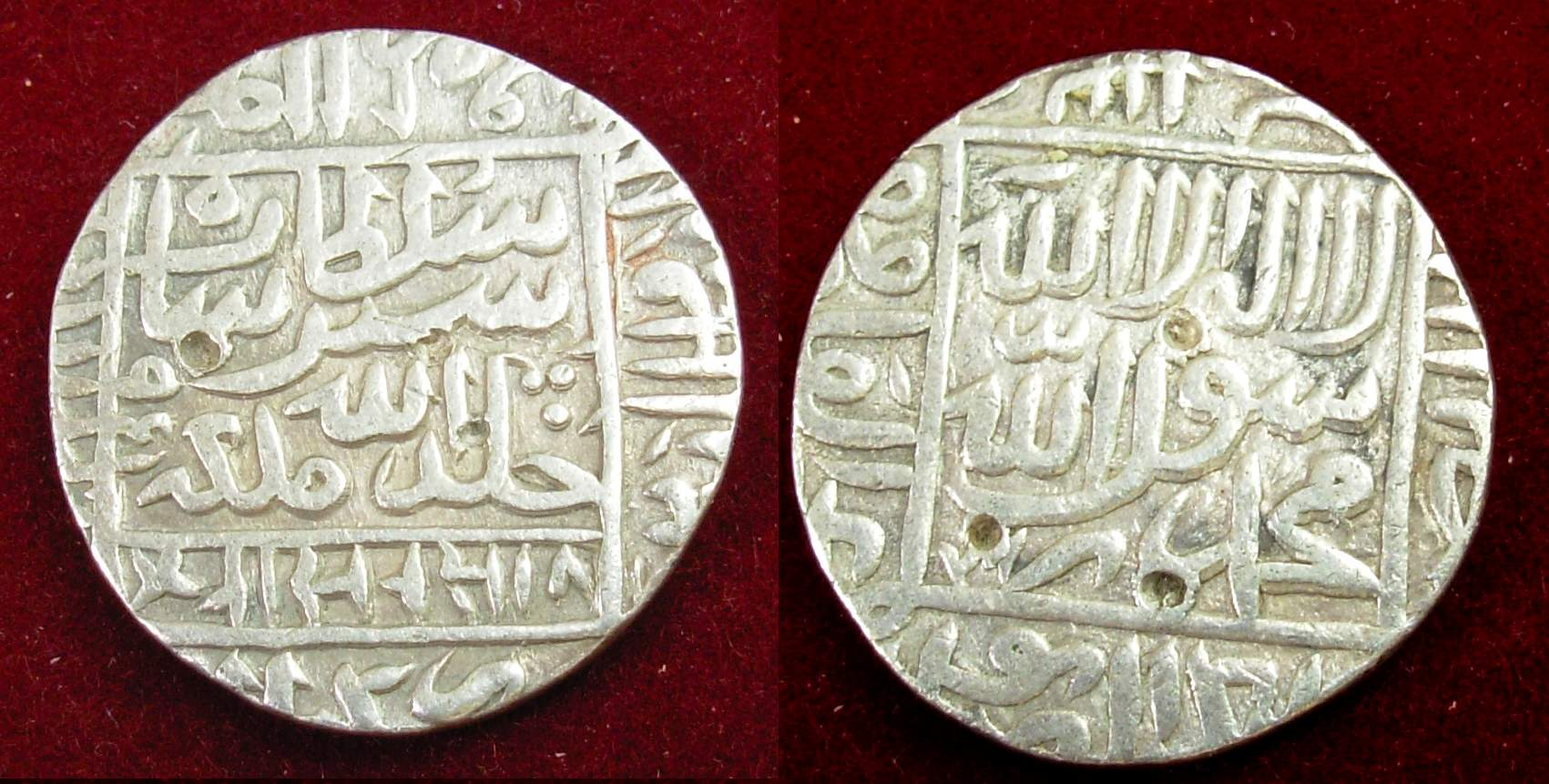
Moneta d'argento di 178 grammi, Rupia coniata da Shēr Shāh Sūrī, 1540-1545, fu la prima Rupia

La dinastia Sūrī venne fondata da Shēr Shāh Sūrī, un Pashtun (Pathan) della casa di Sūrī, che subentrò all'Impero Moghul come monarca del nord dell'India durante il regno relativamente debole del secondo imperatore Moghul, Humāyūn. Shēr Shāh sconfisse Humāyūn nella Battaglia di Chausa (26 giugno 1539) e ancora nella Battaglia di Bilgram (17 maggio 1540).
La dinastia Sūrī assunse il controllo della quasi totalità del territorio già assoggettato dall'Impero Moghul, fra quello che è oggi il Khyber Pakhtunkhwa in Pakistan e il Bengala ,ad est in quello che è oggi il Bangladesh. I Moghul furono cacciati dall'India verso la Persia, mentre quello che è oggi il Pakistan e il nord India andarono a costituire l'impero Sūrī.
Durante i quasi 17 anni di regno della dinastia, la regione del subcontinente indiano assistette a un grande sviluppo economico e a grandi riforme amministrative. Fu creata una forte relazione tra il popolo e il sovrano, che contribuì a ridurre la corruzione e l'oppressione.
Il loro governo ebbe termine a seguito di una sconfitta che restaurò l'Impero Moghul. Oggi i Sūrī fanno parte delle tribù Pashtun e appartengono a sottogruppi Ghilzai.

## Regnanti della dinastia Suri
| Nome                        | Immagine | Inizio regno   | Fine regno       |
| --------------------------- | -------- | -------------- | ---------------- |
| Sher Shah Suri Sultano      |          | 17 maggio 1540 | 22 maggio 1545   |
| Islam Shah Suri Sultano     |          | 26 maggio 1545 | 22 novembre 1553 |
| Firuz Shah Suri Sultano     |          | 1553           |                  |
| Muhammad 'Adil Shah Sultano |          | 1553           | 1555             |
| Ibrahim Shah Suri Sultano   |          | 1555           |                  |
| Sikandar Shah Suri Sultano  |          | 1555           | 22 giugno 1555   |
| 'Adil Shah Suri Sultano     |          | 22 giugno 1555 | 1556             |